# Lene Marlin
Lene Marlin Pedersen (Tromsø, 17 augustus 1980) is een Noorse zangeres. Naast het zingen schrijft ze haar eigen teksten. Marlin heeft vooral hits in Noorwegen en Italië.

## Opkomst
Lene Marlin werd ontdekt toen ze bij het lokale radiostation NRK Tromsø een proefopname maakte. Zo kwam ze in contact met EMI Noorwegen, waar haar een contract werd aangeboden. In oktober 1998 kwam in Noorwegen haar eerste single Unforgivable Sinner uit, die in een recordtempo op nummer 1 in de Noorse hitlijsten kwam. In drie dagen werden 50.000 exemplaren verkocht. Nooit eerder werden er in Noorwegen zoveel exemplaren van een single verkocht. Het nummer stond in totaal acht weken lang in de hitlijsten. Later werd het ook nog nummer 1 in Frankrijk toen het werd gebruikt in de film Mauvaises Fréquentions.
De tweede single, Sitting Down Here, kwam uit in februari 1999 en is haar grootste succes. In maart 1999 verscheen Lene’s debuutalbum getiteld Playing My Game. Ook het album verkocht enorm goed en dit was meteen een reden om het in de rest van Europa en Japan uit te brengen. Momenteel zijn van het album ongeveer twee miljoen exemplaren verkocht. In oktober 1999 werd Where I'm Headed als derde single van het album uitgebracht.
Met dit album won Marlin in vijf categorieën een Spellemannspris, vergelijkbaar met de Nederlandse Edison: Beste song in 1999 en Beste song, Beste artiest, Nieuwe artiest en Popartiest van het jaar in 2000. Verder won ze drie Hitawards in Noorwegen voor Beste internationale vrouwelijke artiest, Beste Noorse vrouwelijke artiest en Beste Noorse artiest in 1999 en een MTV Award voor Best Nordic Act. Playing My Game verkreeg in Europa de status van platina.

## Another Day
Het overweldigende succes van haar eerste cd overviel de zangeres nogal. Om die redenen besloot ze in 2000 een pauze in te lassen. In die periode bouwde ze haar sociale contacten met familie en vrienden weer op. De pauze duurde ongeveer drie jaar. Pas in 2003 besloot de zangeres om te beginnen met het maken van een geheel nieuw album. In september verscheen er een nieuwe single: You Weren't There. In recordtempo bereikte het nummer de eerste plaats in de hitlijsten van Noorwegen en Italië. Het langverwachte album verscheen tevens in september onder de titel Another Day. Anders dan haar voorgaande successen verkocht deze plaat een stuk minder dan haar voorgaande albums. De teller staat op 600.000 exemplaren wereldwijd.

## Lost in a Moment
Opnieuw nadat alle promotiewerkzaamheden rondom de nieuwe cd waren afgerond, nam Lene de tijd om zich weer te concentreren op haar privéleven. Niet veel later begon ze in het geheim te werken aan een aantal nieuwe liedjes, hetgeen uiteindelijk resulteerde in een compleet nieuw album. Op deze manier was het voor de zangeres mogelijk om, zonder druk en bemoeienis van buitenaf, nieuwe nummers te schrijven en in te zingen, ondersteund door een band die ze zelf had samengesteld. Het was dan ook voor iedereen, en niet alleen voor haar fans, maar ook voor haar eigen platenmaatschappij, een verrassing toen Lene haar derde album presenteerde.
Als eerste single verscheen in april 2005 het rockgetinte How Would It Be. Het nummer werd een bescheiden hit in een aantal Europese landen. Het nieuwe album Lost In A Moment verscheen iets later. Op de cd liet de zangeres een wat meer volwassener sound horen. Zelf ziet ze de cd als haar beste werk tot dan toe. Van Lost In A Moment verscheen in september dat jaar nog een tweede single: What If. Helaas voor Lene werd het geen hit. In Azië daarentegen had de zangeres een grote hit met Still Here, een nummer dat oorspronkelijk I'm Willing To heette en dat afkomstig was van zangeres Faye Wong. Lene bewerkte het nummer en schreef er een geheel nieuwe tekst op. Het liedje verscheen als bonustrack op een speciale editie van Lost In A Moment, die enkel in Azië werd uitgebracht.

## Twist The Truth
Hierna legde Marlin zich toe op het schrijven van muziek voor andere artiesten. Zo schreef ze voor Rihanna het nummer Good Girl Gone Bad van het gelijknamige hitalbum. In 2008 doet Lene opnieuw van zich spreken, ditmaal met eigen werk. Haar vierde album Twist The Truth verscheen in het voorjaar van 2009, met Here We Are als eerste single. De cd werd niet door alle fans goed ontvangen omdat de stijl nogal verschilde van haar vorige albums. Dit jaar schreef Lene opnieuw muziek voor andere artiesten, onder meer voor Aleksander Denstad With, de Noorse winnaar van het televisieprogramma Idol (de Noorse versie van Idool). Samen namen ze tevens een duet op dat verscheen op de tweede cd van de Noorse zanger. Dit lied (Worth it) is ook als single uitgebracht en haalde de derde plaats in de Noorse hitlijsten. Lene werkte in 2010 ook samen met de Noorse zangeres Elin Gaustad aan diens eerste album Whole new beginning, nadat ze drie weken in de VS had verbleven, waar ze naar eigen zeggen nieuwe liedjes had geschreven. Begin 2013 werd een verzamelalbum uitgebracht dat de titel Here We Are - Historier så langt, waarbij de single "Unforgivable Sinner (Acoustic Version)" uit april hoorde. Beide hadden echter zo goed als geen succes. Haar bijdrage in het tv-programma Hver gang vi møtes op de Noorse zender TV2, waarbij Noorse artiesten werk van andere Noorse artiesten brachten in een eigen versie, werd door het publiek wel gesmaakt.

## Discografie

### Albums
- Playing My Game (1999)
- Another Day (2003)
- Lost in a Moment (2005)
- Twist the Truth (2009)
- Here We Are - Historier så langt (2013)

### Singles
| Single met eventuele hitnotering(en) in de Nederlandse Top 40 | Datum van verschijnen | Datum van binnenkomst | Hoogste positie | Aantal weken | Opmerkingen |
| ------------------------------------------------------------- | --------------------- | --------------------- | --------------- | ------------ | ----------- |
| Sitting Down Here                                             | 27-09-1999            | 15-01-2000            | 5               | 12           | Alarmschijf |

| Single met hitnotering(en) in de Vlaamse Ultratop 50 | Datum van verschijnen | Datum van binnenkomst | Hoogste positie | Aantal weken | Opmerkingen |
| ---------------------------------------------------- | --------------------- | --------------------- | --------------- | ------------ | ----------- |
| Sitting Down Here                                    | 1999                  | 23-10-1999            | 44              | 8            |             |
| Where I'm Headed                                     | 1999                  | 29-01-2000            | tip7            | -            |             |